# マルク州
マルク州（マルクしゅう、インドネシア語: Maluku）は、インドネシアの州。マルク諸島（モルッカ諸島）から遠く南方に広がる。州都はアンボン島のアンボン (Ambon) である。

## 歴史
- 1950年、南マルク共和国（英語版）の反乱が起きた。
- 1950年から1999年まで、すべてのマルク諸島の島々は一州を形成していた。
- 1999年、北部の県が北マルク州として分離した。

### マルク宗教抗争

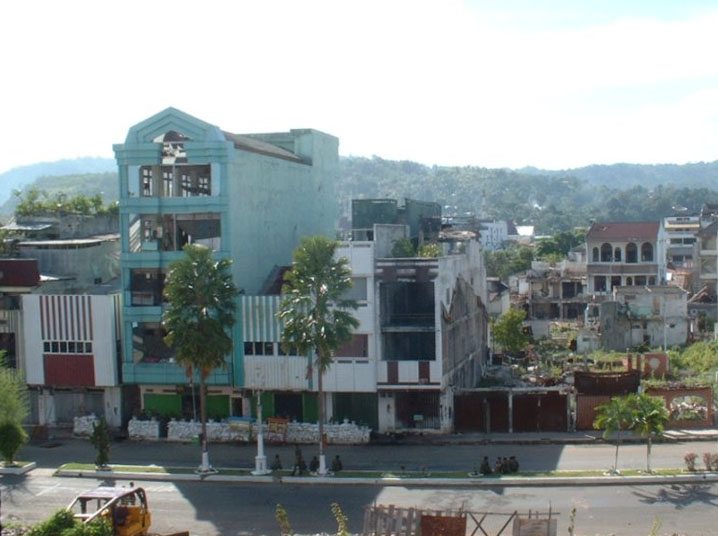
内戦の結果荒廃したアンボン市

マルク州はもともとキリスト教徒とイスラム教徒が共存してきた地域であったが、1999年1月14日にアルー諸島のドボにおいて両者の間に争乱が発生。この争乱は5日後にアンボン市に波及し、イスラム教徒のブギス人とキリスト教徒のアンボン人が、お互いの住居や商店に焼き討ちを行った。この対立は同じ日のうちにカイ諸島、サパルア島、ハルク島、セラム島などに飛び火。この年の年末までに4,000人の死者と40万人の難民が発生した。
この内戦の発生時、お互いの対立を意図的に煽る者や情報が組織的に準備されたとの情報があり、インドネシア軍が国政に対する影響力を維持するために、ワヒド政権への揺さぶりをかける目的で仕組んだものではないかとの指摘がある。

## 行政区分
マルク州は9つの県と2つの市部に分けられている。

### 県
1. 西部南東マルク県（英語版） - (サウムラキ: Saumlaki) タニンバル諸島
2. 南西マルク県（英語版） - (Tiakur Kecamatan Moa Lakor)
3. 南東マルク県（英語版） - (トゥアル: Tual) カイ諸島
4. アルー諸島県（英語版） - (ドボ（インドネシア語版）: Dobo)
5. 中部マルク県（英語版） - (マソヒ（英語版）)
6. 西部セラム県（英語版） - (ダタラン・フニポプ: Dataran Hunipopu)
7. 東部セラム県（英語版） - (ダタラン・フニモア: Dataran Hunimoa)
8. ブル県（英語版） - (ナムレア: Namlea)
9. 南ブル県（英語版） - (Kecamatan Namrole)

### 市
1. アンボン - Ambon
2. トゥアル

## 地理的範囲
- ブル島
- アンボン島
- セラム島
  - （モルッカ諸島マルク諸島 南部)
- バンダ諸島
- カイ諸島
- アルー諸島
- バベル島
- ロマン島（英語版）
- ウェタル島
- サパルア島（英語版）
- ハルク島（英語版）